# Velika nagrada Kanade

## Pobjednici

### Višestruki pobjednici (vozači)
Podebljani vozači su i dalje aktivni u natjecanju Formule 1.
| Pobjede | Vozač              | Pobjednička godina                              |
| ------- | ------------------ | ----------------------------------------------- |
| 7       | Michael Schumacher | 1994., 1997., 1998., 2000., 2002., 2003., 2004. |
| 7       | Lewis Hamilton     | 2007., 2010., 2012., 2015., 2016., 2017., 2019. |
| 3       | Nelson Piquet      | 1982., 1984., 1991.                             |
| 2       | Jacky Ickx         | 1969., 1970.                                    |
| 2       | Jackie Stewart     | 1971., 1972.                                    |
| 2       | Alan Jones         | 1979., 1980.                                    |
| 2       | Ayrton Senna       | 1988., 1990.                                    |
| 2       | Sebastian Vettel   | 2013., 2018.                                    |

### Višestruki pobjednici (konstruktori)
Podebljani konstruktori su i dalje aktivini u natjecanju Formule 1
| Pobjede | Konstruktor | Pobjednička godina                                                                        |
| ------- | ----------- | ----------------------------------------------------------------------------------------- |
| 13      | McLaren     | 1968., 1973., 1974., 1976., 1988., 1990., 1992., 1999., 2005., 2007., 2010., 2011., 2012. |
| 12      | Ferrari     | 1970., 1978., 1983., 1985., 1995., 1997., 1998., 2000., 2002., 2003., 2004., 2018.        |
| 7       | Williams    | 1979., 1980., 1986., 1989., 1993., 1996., 2001.                                           |
| 4       | Brabham     | 1967., 1969., 1982., 1984.                                                                |
| 4       | Mercedes    | 2015., 2016., 2017., 2019.                                                                |
| 2       | Tyrrell     | 1971., 1972.                                                                              |
| 2       | Benetton    | 1991., 1994.                                                                              |
| 2       | Red Bull    | 2013., 2014.                                                                              |

### Pobjednici po godinama
| Godina | Vozač              | Konstruktor            | Staza                         | Izvještaj    |
| ------ | ------------------ | ---------------------- | ----------------------------- | ------------ |
| 1967.  | Jack Brabham       | Brabham-Repco          | Mosport International Raceway | Izvještaj    |
| 1968.  | Denny Hulme        | McLaren-Ford Cosworth  | Circuit Mont-Tremblant        | Izvještaj    |
| 1969.  | Jacky Ickx         | Brabham-Ford Cosworth  | Mosport International Raceway | Izvještaj    |
| 1970.  | Jacky Ickx         | Ferrari                | Circuit Mont-Tremblant        | Izvještaj    |
| 1971.  | Jackie Stewart     | Tyrrell-Ford Cosworth  | Mosport International Raceway | Izvještaj    |
| 1972.  | Jackie Stewart     | Tyrrell-Ford Cosworth  | Mosport International Raceway | Izvještaj    |
| 1973.  | Peter Revson       | McLaren-Ford Cosworth  | Mosport International Raceway | Izvještaj    |
| 1974.  | Emerson Fittipaldi | McLaren-Ford Cosworth  | Mosport International Raceway | Izvještaj    |
| 1975.  | Nije održana       | Nije održana           | Nije održana                  | Nije održana |
| 1976.  | James Hunt         | McLaren-Ford Cosworth  | Mosport International Raceway | Izvještaj    |
| 1977.  | Jody Scheckter     | Wolf-Ford Cosworth     | Mosport International Raceway | Izvještaj    |
| 1978.  | Gilles Villeneuve  | Ferrari                | Circuit Île Notre-Dame        | Izvještaj    |
| 1979.  | Alan Jones         | Williams-Ford Cosworth | Circuit Île Notre-Dame        | Izvještaj    |
| 1980.  | Alan Jones         | Williams-Ford Cosworth | Circuit Île Notre-Dame        | Izvještaj    |
| 1981.  | Jacques Laffite    | Ligier-Matra           | Circuit Île Notre-Dame        | Izvještaj    |
| 1982.  | Nelson Piquet      | Brabham-BMW            | Circuit Gilles Villeneuve     | Izvještaj    |
| 1983.  | René Arnoux        | Ferrari                | Circuit Gilles Villeneuve     | Izvještaj    |
| 1984.  | Nelson Piquet      | Brabham-BMW            | Circuit Gilles Villeneuve     | Izvještaj    |
| 1985.  | Michele Alboreto   | Ferrari                | Circuit Gilles Villeneuve     | Izvještaj    |
| 1986.  | Nigel Mansell      | Williams-Honda         | Circuit Gilles Villeneuve     | Izvještaj    |
| 1987.  | Nije održana       | Nije održana           | Nije održana                  | Nije održana |
| 1988.  | Ayrton Senna       | McLaren-Honda          | Circuit Gilles Villeneuve     | Izvještaj    |
| 1989.  | Thierry Boutsen    | Williams-Renault       | Circuit Gilles Villeneuve     | Izvještaj    |
| 1990.  | Ayrton Senna       | McLaren-Honda          | Circuit Gilles Villeneuve     | Izvještaj    |
| 1991.  | Nelson Piquet      | Benetton-Ford Cosworth | Circuit Gilles Villeneuve     | Izvještaj    |
| 1992.  | Gerhard Berger     | McLaren-Honda          | Circuit Gilles Villeneuve     | Izvještaj    |
| 1993.  | Alain Prost        | Williams-Renault       | Circuit Gilles Villeneuve     | Izvještaj    |
| 1994.  | Michael Schumacher | Benetton-Ford Cosworth | Circuit Gilles Villeneuve     | Izvještaj    |
| 1995.  | Jean Alesi         | Ferrari                | Circuit Gilles Villeneuve     | Izvještaj    |
| 1996.  | Damon Hill         | Williams-Renault       | Circuit Gilles Villeneuve     | Izvještaj    |
| 1997.  | Michael Schumacher | Ferrari                | Circuit Gilles Villeneuve     | Izvještaj    |
| 1998.  | Michael Schumacher | Ferrari                | Circuit Gilles Villeneuve     | Izvještaj    |
| 1999.  | Mika Häkkinen      | McLaren-Mercedes       | Circuit Gilles Villeneuve     | Izvještaj    |
| 2000.  | Michael Schumacher | Ferrari                | Circuit Gilles Villeneuve     | Izvještaj    |
| 2001.  | Ralf Schumacher    | Williams-BMW           | Circuit Gilles Villeneuve     | Izvještaj    |
| 2002.  | Michael Schumacher | Ferrari                | Circuit Gilles Villeneuve     | Izvještaj    |
| 2003.  | Michael Schumacher | Ferrari                | Circuit Gilles Villeneuve     | Izvještaj    |
| 2004.  | Michael Schumacher | Ferrari                | Circuit Gilles Villeneuve     | Izvještaj    |
| 2005.  | Kimi Räikkönen     | McLaren-Mercedes       | Circuit Gilles Villeneuve     | Izvještaj    |
| 2006.  | Fernando Alonso    | Renault                | Circuit Gilles Villeneuve     | Izvještaj    |
| 2007.  | Lewis Hamilton     | McLaren-Mercedes       | Circuit Gilles Villeneuve     | Izvještaj    |
| 2008.  | Robert Kubica      | BMW Sauber-BMW         | Circuit Gilles Villeneuve     | Izvještaj    |
| 2009.  | Nije održana       | Nije održana           | Nije održana                  | Nije održana |
| 2010.  | Lewis Hamilton     | McLaren-Mercedes       | Circuit Gilles Villeneuve     | Izvještaj    |
| 2011.  | Jenson Button      | McLaren-Mercedes       | Circuit Gilles Villeneuve     | Izvještaj    |
| 2012.  | Lewis Hamilton     | McLaren-Mercedes       | Circuit Gilles Villeneuve     | Izvještaj    |
| 2013.  | Sebastian Vettel   | Red Bull-Renault       | Circuit Gilles Villeneuve     | Izvještaj    |
| 2014.  | Daniel Ricciardo   | Red Bull-Renault       | Circuit Gilles Villeneuve     | Izvještaj    |
| 2015.  | Lewis Hamilton     | Mercedes               | Circuit Gilles Villeneuve     | Izvještaj    |
| 2016.  | Lewis Hamilton     | Mercedes               | Circuit Gilles Villeneuve     | Izvještaj    |
| 2017.  | Lewis Hamilton     | Mercedes               | Circuit Gilles Villeneuve     | Izvještaj    |
| 2018.  | Sebastian Vettel   | Ferrari                | Circuit Gilles Villeneuve     | Izvještaj    |
| 2019.  | Lewis Hamilton     | Mercedes               | Circuit Gilles Villeneuve     | Izvještaj    |
| 2020.  | Nije održana       | Nije održana           | Nije održana                  | Nije održana |